# مستشفى جونز هوبكنز
مستشفى جونز هوبكنز (بالإنجليزية: Johns Hopkins Hospital)‏ هو مستشفى تعليمي ومركز للأبحاث الطبية الحيوية الملحق بمدرسة طب جامعة جونز هوبكنز ومقره في مدينة بالتيمور بولاية ماريلاند الأمريكية. تأسس عام 1889 بتبرع مالي من رجل الأعمال جونز هوبكينز وسُمي نسبةً إليه. يعد مستشفى جونز هوبكنز أحد أعظم مستشفيات العالم، وقد احتل قمة قائمة يو إس نيوز لأفضل المستشفيات في الولايات المتحدة لواحد وعشرين عاما متوالية، وشهدت أروقته ميلاد العديد من الإنجازات الطبية وظهور العديد من رواد الطب والجراحة.

## البدايات
توفي رجل الأعمال والمصرفي جون هوبكنز ليلة عيد الميلاد 24 ديسمبر 1873، في قصره غرب مدينة بالتيمور، عن عمر يناهز 78 سنة، كانت ثروة هوبكنز تقدَّر وقتها بسبعة ملايين دولار (أي ما يعادل 134 مليون دولار في عام 2016)، وأوصى باستخدام هذا المبلغ الطائل في إنشاء مؤسَّستين تحملان اسمه: جامعة جون هوبكنز، ومستشفى جون هوبكنز، حتى ذلك الوقت كانت تلك أكبر هبة خيريَّة في تاريخ الولايات المتحدة.
مع اقتراب حياته من نهايتها اختار هوبكنز 12 شخصية بارزة من مدينة بالتيمور ليكونوا أمناء للمشروع وقائمين عليه بعد وفاته، وأبلغهم في رسالته الأخيرة أنَّه خصَّص 13 فدَّان من ممتلكاته في مدينة بالتيمور لإنشاء مستشفى عليها، وأوصاهم أنَّ يبذلوا قصارى جهدهم لكي يكون هذا المستشفى متفوِّقاً على سائر المشافي في الولايات المتحدة وأوروبا، وأن يقدِّم أحسن الخدمات الصحية ويضم أبرز الأطباء والجرَّاحين وأكثرهم مهارةً على مستوى العالم، وأبلغ هوبكنز مجلس الأمناء بأنَّ أمنيته هي أن يشكِّل المستشفى في نهاية المطاف جزءاً من كلية الطب في الجامعة المُزمع إنشاؤها، ومن خلال هذه الدعوة لتحقيق التكامل بين رعاية المرضى والخدمات الصحيَّة الذي تقدِّمه المستشفى، والتعليم والأبحاث التي تقدِّمها الجامعة وضع جونز هوبكنز الأساس لقيام الثورة الطبيَّة الحديثة في الولايات المتحدة.
وُضعت القواعد والخطط الأوليَّة للمستشفى على يد الجرَّاح جون شوبيلنغز، ووضع التصميم المعماري على يد المهندس جون رودولف نيرنيه، وأكملتها لاحقاً شركة بوسطن كابوت، اكتمل بناء وتجهيز المستشفى عام 1889 بتكلفة تناهز 2,5 مليون دولار، وامتلك المستشفى وقتها أحدث تقنيَّات التدفئة والتهوية والتعقيم. وسيراً على تعليمات هوبكنز حصل مجلس الأمناء على خدمات أربعة من الأطباء المتميِّزين عُرفوا باسم «الأربعة الكبار» ليكونوا بمثابة الأطباء المؤسِّسين للمستشفى عند افتتاحه في 7 مايو 1889، وهم: ويليام أوسلر (أخصائي الطب الشرعي)، ويليام هنري ويلش (أخصائي علم الأمراض)، ويليام ستيوارت هالستيد (أخصائي الجراحة)، هوارد آتوود كيلي (أخصائي أمراض النساء).
كانت جامعة جونز هوبكنز واحدة من أوائل كليَّات الطب التي تقبل النساء في عام 1893، والسبب المباشر لقبول التعليم المختلط كان نتيجة نقص التمويل، حين عرضت بعض بنات الأثرياء جمع المال لمساعدة الجامعة بشرط موافقتها على قبول النساء فيها، وبعد نقاش طويل وافق مجلس الأمناء على قبول المساعدة المالية ضمن الشروط المطروحة رغم معارضة الطبيب ويليام هنري ويلش، والذي غيَّر وجهة نظره في نهاية المطاف وكتب في وقتٍ لاحق «إنَّنا بحاجة إلى التعليم المختلط، حتى أولئك الذين لم يكونوا متحمِّسين في البداية هم الآن متعاطفون وموافقون على هذه الفكرة».
يعتبر البعض ويليام أوسلر الأبَ الروحي للطب الحديث، وكان رئيساً لقسم الطب في جامعة جون هوبكنز، وإليه يرجع الفضل في إنشاء فكرة «الإقامة» التي مازالت متَّبعة حتى اليوم، وتعني تلقِّي الأطباء حديثي التخرُّج من الجامعة فترة تدريب سريري في اختصاص طبِّي معيَّن تحت إشراف مجموعة من الأساتذة، حاليَّاً يُشكِّل الأطباء المقيمون غالبية الكادر الطبي والعمود الفقري لأي مستشفى، اقترح أوسلر أيضاً إحضار طلاب الطب إلى المستشفى في مرحلة مبكِّرة من دراستهم حيث كانت كليَّات الطب وقتها تقتصر على المحاضرات النظريَّة فقط، وساهم في تأسيس فكرة «الجولة الطبيَّة»، وفيها يمارس الأطباء الكبار المهنة ويفحصون المرضى ويناقشون أصعب الحالات وأعقدها أمام الأطباء المقيمين وطلاب الطب، الأمر الذي يحقِّق فائدة عظمى للمرضى والطلاب في ذات الوقت، قال أوسلر ذات مرة إنَّني أرجو أن يكتب على ضريحي: «هنا يرقد الذي أحضر طلاب الطب من قاعات المحاضرات إلى غرف المرضى.»
كان ويليام ستيوارت هالستيد الرئيس الأول لقسم الجراحة في المشفى، وإليه يرجع الفضل في العديد من الإنجازات الطبية والجراحية الهامَّة، منها الطرق الجراحية الحديثة للتحكم في النزف، والتشريح الجراحي الدقيق، وأول عملية استئصال جذري لسرطان الثدي (قبل هذه العملية كان سرطان الثدي حكماً بالإعدام)، وماتزال هذه العملية معروفة بعملية هالستد، وشملت إنجازاته الأخرى استخدام القفازات الجراحية وتطوير عمليَّات استئصال الغدة الدرقية، والأقنية الصفراوية، والفتق الإربي، وأنشأ هالستيد أيضاً أول برنامج رسمي لتدريب الأطباء المقيمين لاختصاص الجراحة في البلاد.
يُنسب إلى هوارد كيلي إنشاء اختصاص الأمراض النسائيَّة كتخصص حقيقي مستقل وقائم بذاته، ابتكر كيلي أساليباً جراحيَّة جديدة في الأمراض النسائيَّة واخترع العديد من الأجهزة الطبية منها منظار المثانة، وكان واحداً من أول من استخدم عنصر الراديوم المُشع لعلاج السرطان.
أمَّا ويليام ويلش فكان مسؤولاً عن تدريب العديد من الأطباء البارزين في ذاك الوقت، من أمثال والتر ريد، كما أسَّس في هوبكنز أول مدرسة للصحة العامة في الولايات المتحدة.
في عام 1903 تبرعت هارييت لين جونستون بمبلغ يزيد عن 400000 دولار عند وفاتها لتأسيس عيادة هارييت لين للأطفال كذكرى لابنين لها توفيا في طفولتهما، وفي أكتوبر 1912 تم افتتاح العيادة رسمياً، وكانت أول عيادة للأطفال في الولايات المتحدة مرتبطة بمدرسة أو جامعة طبية، وأدارها عند انطلاقتها الدكتور جون هاولاند، وقامت هذه العيادة بمعالجة أكثر من 60 ألف طفل سنوياً، وأصبحت عيادة رائدة في مجال العلاج والتدريس والأبحاث الطبيَّة، وأوَّل مكان يتمُّ فيه التدريب على تخصُّصات فرعية في طب الأطفال، وترأست الدكتورة هيلين تاوسيغ عيادة قلب الأطفال، وقام طبيب نفس الأطفال ليو كانر بإجراء دراسات وأبحاث على الأطفال المصابين بالتوحد، وأنشأ الدكتور لوسون ويلكنز عيادة لأمراض الغدد الصماء، وقامت هذه العيادة بتطوير الإجراءات المستخدمة عالمياً لعلاج الأطفال الذين يعانون من اضطرابات غدية مختلفة، بما في ذلك القزامة، وقام الدكتور جون إي. بوردلي وويليام جي هاردي بخطوات واسعة في تطوير الكشف عن ضعف السمع لدى الأطفال الصغار والرضَّع.
وتبرَّع دايموند جيم برادي بمبلغ 220 ألف دولار للمستشفى في عام 1912، والذي أنشأ معهد جيمس بوكانان برادي لأمراض المسالك البولية.
افتتح عالم العيون ويليام هولاند ويلمر معهد ويلمر لأمراض العيون في عام 1925، وتم الانتهاء منه بعد أربع سنوات، وكان الدكتور ويلمر قد حصل على درجة الماجستير من جامعة فرجينيا في عام 1885 وزاول المهنة في نيويورك وواشنطن العاصمة بالإضافة إلى بالتيمور حيث أسَّس معهده هذا.
من مشاهير الطب الذي برزوا في مستشفى جونز هوبكنز أيضاً:
- هاري فيتش كلاينفلتر وهو طبيب مفاصل وغدد، سُمِّيت باسمه متلازمة كلاينفلتر التي وصفها في مطلع أربعينيات القرن العشرين مع أنَّه أرجعها في البداية إلى خلل هرموني بخلاف الحقيقة التي باتت معروفة اليوم بأنَّها خلل مورِّثي.
- هارفي ويليامز كوشينغ والذي كان رائداً في مجال جراحة الأعصاب والدماغ، واشتهر بأنَّه أول من وصف داء كوشينغ الذي بات يحمل اسمه.
- برت فوغلشتاين مدير مركز لودفيغ للأورام وأستاذ علم الأمراض والأورام، والذي يعدُّ رائداً في علم الأورام الجيني، ويشتهر بأبحاثه حول سرطان الكولون التي كشفت أنَّه يمكن أن يحدث نتيجة تراكم متسلسل للطفرات في المورثات المُسرطنة والمورثات الكابحة للورم وأصبحت دراساته نموذجاً للدراسات الحديثة حول السرطان.
- بيرناداين باتريشيا هيلي أستاذة أمراض القلب في جامعة جونز هوبكنز، ورئيسة الصليب الأحمر الأمريكي وجمعية القلب الأمريكية، وهي أول امرأة تشغل منصب رئيسة معاهد الصحة الوطنية الأمريكية.
- جورج إيمرسون بروار أستاذ الجراحة البولية، والذي اشتهر باكتشافه لاحتشاءات بروار المجهريَّة في نسيج الكلية والتي تحدث بسبب التهابات الحويضة والكلية المتكرِّرة.
- آرثر والكر أستاذ علم الأعصاب وجراحة الدماغ، أندرو بيتر هاريس رئيس قسم التخدير التوليدي وأستاذ التخدير وعضو مجلس الشيوخ لاحقاً، بنجامين سولومان كارسون طبيب الأعصاب ووزير التنمية والإسكان الحالي، ماكسويل وينتروب طبيب أمراض الدم وإليه يرجع الفضل في تأليف أول كتاب متخصِّص في أمراض الدم.

## الإنجازات
من الإنجازات الطبيَّة الشهيرة التي حصلت في جامعة جونز هوبكنز: أول عملية إعادة تغيير جنس من ذكور إلى أنثى في الولايات المتحدة والتي أجريت في عام 1966، اكتشاف أنزيمات الاقتطاع restriction enzymes الذي أدى لظهور علم الهندسة الوراثيَّة وحصل هذا الاكتشاف على جائزة نوبل في الطب عام 1978، اكتشاف النواقل العصبيَّة الأفيونية في الدماغ الأمر الذي أدى إلى ثورة في علم الأعصاب، تطوير خلايا جذعية بواسطة جورج أوتو جي رئيس فريق أبحاث زراعة النسج في عام 1952، اكتشاف ثلاثة أنواع من فيروس شلل الأطفال، عملية «متلازمة الطفل الأزرق» الأولى التي قام بها الجراح ألفريد بلالوك بالتعاون مع الدكتورة هيلين توسيغ خريجة جامعة جونز هوبكنز المتخصصة في طب القلب عند الأطفال وفني الجراحة فيفيان توماس الذي مهَّد الطريق أمام جراحة القلب الحديثة، ومن أهم مساهمات المستشفى في جراحة القلب اكتشاف الهيبارين، والإجراء الجراحي المعروف بتحويلة بلالوك - توماس - توسيغ، وقام المستشفى أيضاً بنشر كتاب The Harriet Lane Handbook الذي بقي المرجع الأول في طب الأطفال لمدة ستين عاماً.

## العمليَّات
يشغل مستشفى جونز هوبكنز 20 من أصل 60 مبنى في حرم الجامعة، ويستقبل قرابة 80 ألف زائر أسبوعياً، ويحوي أكثر من 1000 سرير، ويعمل فيه أكثر من 1700 طبيب مع نحو 30 ألف موظف، وبين أعوام 1982 - 1992 أنشأ الرئيس التنفيذي لشركة روبرت هيزيل أول مركز للأورام في المستشفى، ومركزاً لأمراض القلب في كلايتون، ومركز عيادات خارجيَّة يحمل اسم هيزيل، وفي مايو 2012 افتتح مستشفى جونز هوبكنز بنائين جديدين كجزء من جهود إعادة تطوير حرم جامعي كبير، بلغت تكلفة أحدهما وهو مركز شارلوت بلومبرغ للأطفال قرابة 1.1 مليار دولار.
بالإضافة إلى مستشفى جونز هوبكنز الرئيسي، يتبع للجامعة أربعة مستشفيات أخرى والعديد من المرافق الصحية والعيادات الخارجية في بالتيمور وواشنطن ومستشفى للأطفال في سان بطرسبرج فلوريدا ، كما يقدِّم الاستشارات عن بعد في جميع أنحاء العالم من خلال منصة Grand Rounds.

## التصنيف
تصدَّر مستشفى جونز هوبكنز قائمة أفضل المستشفيات في الولايات المتحدة لمدة 21 عاماً متتالياً عبر التصنيف الذي تقوم به شركة يو إس نيوز آند وورد ريبورت، واستمرَّ على رأس القائمة حتى عام 2012 عندما انتقل إلى المرتبة الثانية بعد صعود مستشفى ماساتشوستس العام الملحقة بكلية هارفارد للطب للمرتبة الأولى، ولكنَّه عاد لينتزع الصدارة في عام 2013 كأفضل مستشفى في الولايات المتحدة، واحتلَّ مستشفى جون هوبكنز في تصنيف 2016-2017 المرتبة الثالثة على مستوى الولايات المتحدة.

## إدارة المستشفى
حالياً يشغل الدكتور بول روثمان منصب عميد كلية الطب، ونائب رئيس قسم الطب في جامعة جونز هوبكنز، والرئيس التنفيذي لشركة جونز هوبكنز الطبية، وهو العميد الرابع عشر لكلية الطب والرئيس التنفيذي الثاني لجامعة جونز هوبكنز الطبية، وكعميد ورئيس تنفيذي يشرف روثمان على كل من نظام جونز هوبكنز الصحي وكلية الطب، وقد بدأ مشواره في جونز هوبكنز في يوليو 2012 بعد أن شغل منصب عميد كلية كارفر للطب في جامعة أيوا.

## وصلات خارجية
- الموقع الرسمي